# Sarymoin
Sarymoin je slané bezodtoké jezero v Kostanajské oblasti v Kazachstánu. Leží v centrální části Turgajské úžlabiny. Má rozlohu 126 km². Rozloha a hloubka jezera jsou velmi proměnlivé.

## Pobřeží
Pobřeží na severu a na západě je velmi členité.

## Vodní režim
Zdroj vody je sněhový.